# Whole New Thing
Whole New Thing är den amerikanska soul- och funkgruppen Sly and the Family Stones debutalbum, utgivet av skivbolaget Epic Records 1967. 
Albumet mottogs positivt av kritikerna men försäljningssiffrona uteblev och albumet tog sig inte in på den amerikanska albumlistan. Skivbolagsdirektören Clive Davis krävde av gruppens ledande gestalt Sly Stone att göra ett mer kommersiellt album, resultatet blev det efterföljande Dance to the Music.

## Låtlista

### Sida 1
1. "Underdog" (3:59)
2. "If This Room Could Talk" (3:00)
3. "Run, Run, Run" (3:14)
4. "Turn Me Loose" (1:52)
5. "Let Me Hear It From You" (3:35)
6. "Advice" (2:22)

### Sida 2
1. "I Cannot Make It" (3:20)
2. "Trip To Your Heart" (3:43)
3. "I Hate To Love Her" (3:30)
4. "Bad Risk" (3:04)
5. "That Kind of Person" (4:25)
6. "Dog" (3:10)

## Medverkande musiker
- Sly Stone: sång, orgel, gitarr, piano, munspel, med mera
- Freddie Stone: sång, gitarr
- Larry Graham: sång, bas
- Cynthia Robinson: trumpet, sång
- Jerry Martini: saxofon
- Greg Errico: trummor
- Little Sister (Vet Stone, Mary McCreary, Elva Mouton): körsång